# Soldathemsförbundet

Soldathemmens logotyp.

Soldathemsförbundet (finska: Sotilaskotiliitto) är en finländsk organisation som grundades 1921 med syfte att bedriva soldathem. Det är Finlands äldsta frivilliga försvarsorganisation. 
En pionjär inom förbundet var Katri Bergholm, som var ordförande 1921–1937 och efterträddes av Toini Jännes 1937–1942. Förbundet hade 2006 fyrtio medlemsföreningar, av vilka Kustsoldathemsföreningen (Rannikkosotilaskotiyhdistys, Helsingfors, grundad 1918) med drygt 400 medlemmar är en av de äldsta; störst är Rajasotilaskotiyhdistys (grundad 1946) som har 650 medlemmar och bedriver verksamhet i gränstrakterna. Vid Nylands brigad verkar Dragsviks soldathemsförening, grundad 1951. 
År 2005 fanns i Finland 50 soldathem, 21 lägersoldathem och 33 mobila enheter som betjänar de värnpliktiga till exempel  under manövrar. Verksamheten baserar sig huvudsakligen på frivilliga, oavlönade insatser av omkring 7 000 soldathemssystrar. Dessutom arbetar i soldathemmen omkring 300 avlönade personer.